# Eleonora Reuss-Köstritz
Eleonora Karolina Gasparina Luisa (ur. 22 sierpnia 1860 w Trzebiechowie, zm. 12 września 1917 w Sofii) – księżniczka Reuss-Köstritz, królowa Bułgarów jako żona Ferdynanda I.
Eleonora Reuss-Köstritz urodziła się w Niemczech (dzisiejsze tereny Polski), jako córka księcia Henryka IV Reussa oraz jego żony Luizy Karoliny Reuss. 28 lutego 1908 roku wyszła za mąż za Ferdynanda I. Nie doczekała się potomstwa. Była jego drugą żoną – pierwszą była Maria Luiza Burbon-Parmeńska.

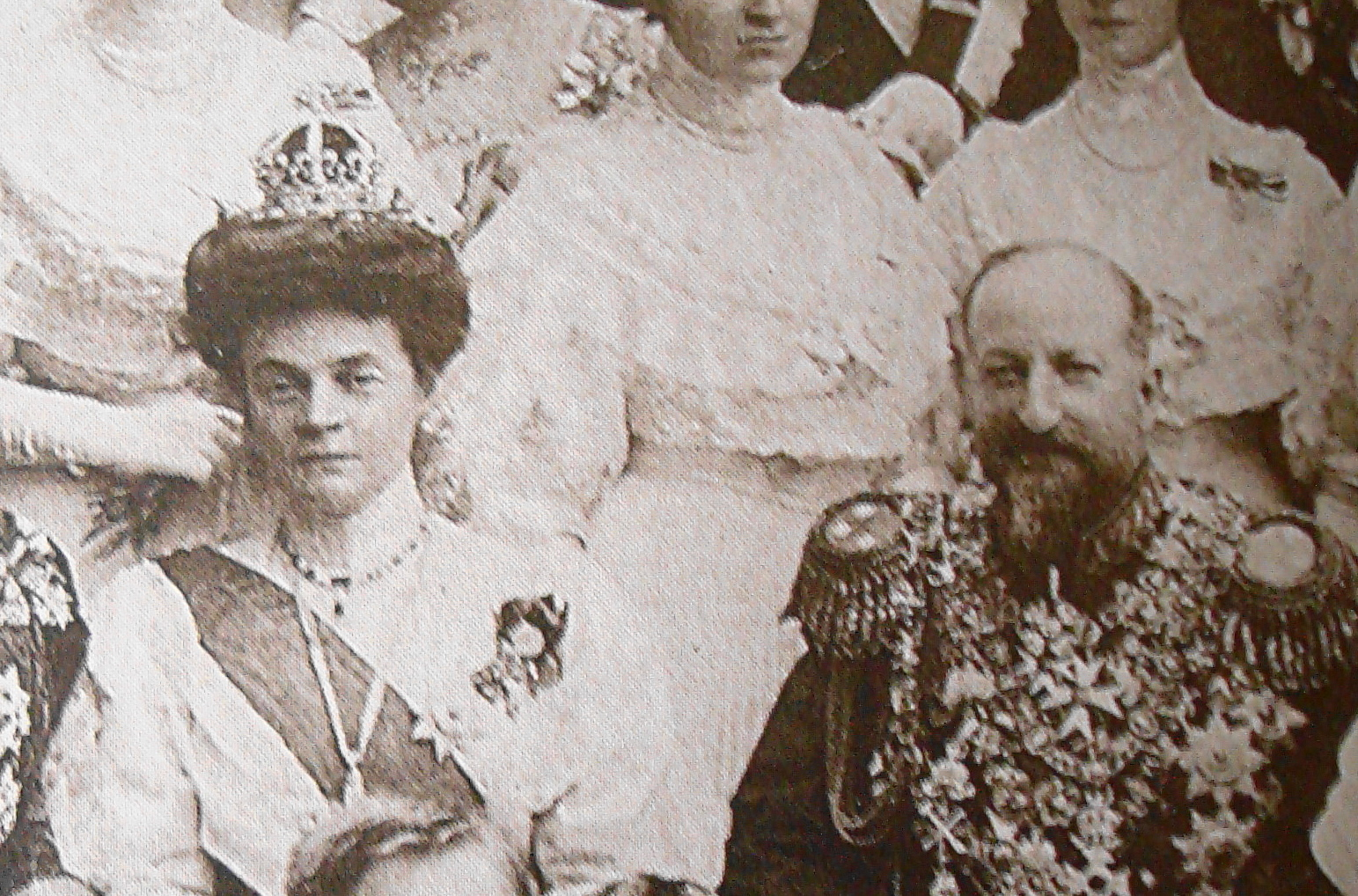
Królowa Eleonora z mężem w dniu ślubu.

Po śmierci pierwszej żony Ferdynand potrzebował żony, która spełniałaby obowiązki królowej. Ferdynand nie interesował się kobietami, miał już spadkobierców tronu, dlatego szukał księżniczki, która nie oczekiwałaby uczucia i większej uwagi. Za najlepszą kandydatkę uznano Eleonorę, która przyjęła tytuł carycy Bułgarii 5 października 1908 roku.
Eleonora została prawdopodobnie poinformowana przed ślubem o orientacji seksualnej cara i jest wątpliwe, że małżeństwo zostało w ogóle skonsumowane. Mąż zaniedbywał carycę, ta poświęciła się jego dzieciom i ludności bułgarskiej. W czasie I wojny światowej Eleonora pracowała jako pielęgniarka, przynosiła ulgę wielu rannym i umierającym żołnierzom, mówiono, że jest "specjalnym darem, dla łagodzenia cierpień". Pod koniec wojny caryca ciężko chorowała. Zmarła w 1917 roku.